# Alien: Covenant
Alien: Covenant è un film del 2017 diretto da Ridley Scott.
Il film è il sequel di Prometheus (2012) e il secondo prequel del franchise di Alien. Torna a far parte del cast principale Michael Fassbender, in aggiunta a Katherine Waterston, Billy Crudup, Danny McBride e Demián Bichir.

## Trama
In un flashback antecedente alla spedizione Prometheus, Sir Peter Weyland, fondatore della Weyland Corporation, si rivolge a un androide da lui appena attivato. La conversazione ha luogo in una grande stanza bianca con una veduta su una sorta di paesaggio islandese, stanza in cui si trovano solo cinque oggetti: due poltrone trono di Carlo Bugatti, il quadro della Natività di Piero della Francesca, un pianoforte Steinway gran coda e la statua del David di Michelangelo. Il servizio da caffè in cui Weyland si fa servire da David è di Raymond Loewy. 
Weyland chiede all'androide di suonare al pianoforte un pezzo di Wagner a sua scelta, e il sintetico esegue "Entrata degli dei nel Valhalla" da L'oro del Reno, scena seconda; gli chiede poi di scegliersi un nome e questi, guardando la statua, sceglie David. Weyland si presenta a David come il suo padre creatore e l'androide gli domanda chi allora abbia creato lui. Il magnate gli risponde che spera di riuscire a dare una risposta a questo antico quesito insieme a lui.
Anno 2104. L'astronave USCSS Covenant, in missione di colonizzazione planetaria, è in viaggio verso il pianeta Origae-6 con a bordo oltre 2.000 coloni in stato di ipersonno, 1.140 embrioni congelati e 15 membri di equipaggio. Un brillamento stellare, anticipato da una tempesta di neutrini, colpisce l'astronave provocando ingenti danni e la morte di 47 coloni, 16 embrioni, e quella del capitano Branson. L'androide Walter si ritrova così costretto a svegliare l'equipaggio dal sonno criogenico e Chris Oram, il primo ufficiale della Covenant, assume il comando della missione. Mentre sta riparando l'astronave, l'equipaggio intercetta una strana trasmissione radio proveniente da un vicino pianeta contenente, tra l'altro, le note di Take Me Home, Country Roads di John Denver. Il comandante decide di indagare sulla sua provenienza nonostante la contrarietà del suo secondo, Daniels.
Raggiunto il pianeta, l'equipaggio sperimenta una certa difficoltà nelle trasmissioni a causa di una tempesta ionica. Toccato il suolo, Tennessee, Ricks e Upworth rimangono a bordo della Covenant in orbita nello spazio mentre il resto dell'equipaggio si dirige sul pianeta per esplorarlo. Essi si ritrovano su un pianeta verdeggiante privo però di forme di vita animale. Durante l'esplorazione, la moglie di Oram, Karine, decide di effettuare alcuni esami tossicologici sul terreno venendo accompagnata da Ledward, un membro della squadra di sicurezza, che calpesta inavvertitamente piccoli baccelli neri causando la fuoriuscita di alcune spore che gli penetrano nell’orecchio senza che egli se ne accorga. Nel corso di ulteriori ricerche la squadra scopre il relitto di un'astronave aliena precipitata e al suo interno trova la fonte della trasmissione che hanno captato e una piastrina identificativa appartenuta a una certa "Dr. E. Shaw". Nel frattempo, Ledward inizia a sentirsi male e Karine lo riconduce alla navetta di sbarco per avviare i protocolli di quarantena. Karine lo porta con urgenza nell'infermeria della navicella, dove l’uomo comincia a perdere sangue e a tremare sempre più violentemente finché non gli fuoriesce dalla schiena il neomorfo, una creatura aliena. Faris, la pilota della navetta, chiude Karine nella stanza con l’alieno per salvaguardare la quarantena. La donna tenta invano di difendersi, ma l’alieno l'aggredisce e l'uccide per poi scappare dall’infermeria. Nel disperato tentativo di uccidere la creatura, Faris spara accidentalmente a diversi serbatoi infiammabili collocati a bordo della nave, provocando così un'esplosione che la uccide e distrugge completamente la navetta. Il neomorfo riesce però a fuggire. Nel frattempo, Hallett, rimasto anch'esso infettato dalle spore, muore quando dalla sua bocca fuoriesce un secondo neomorfo.
I neomorfi, cresciuti rapidamente, attaccano l'equipaggio a terra riuscendo a uccidere Ankor. Il team di sicurezza riesce a eliminare una delle creature, mentre le altre fuggono spaventate dai razzi accecanti lanciati da una misteriosa figura incappucciata. Non riuscendo a contattare la Covenant a causa di interferenze ioniche, l'equipaggio segue l'uomo incappucciato che li conduce in una vicina città in rovina disseminata di cadaveri del popolo nativo. Raggiunto un vasto tempio situato al centro della città, l'uomo si rivela essere David, sopravvissuto dell'astronave USCSS Prometheus. Egli racconta che lui e la dottoressa Shaw sono giunti sul pianeta dieci anni prima a bordo della nave aliena, il cui carico di liquido nero è accidentalmente precipitato sulla città al momento del loro arrivo sterminando i suoi abitanti e contaminando il pianeta. David racconta anche che Shaw è rimasta uccisa nello schianto della nave lasciandolo solo.
David e Walter, l'androide della Covenant versione successiva dello stesso modello, trascorrono diverso tempo insieme nel tempio e David fa notare a Walter in vari modi la sua incapacità di creare citando quale maestosa creazione il sonetto Ozymandias che attribuisce a Byron; in seguito Walter gli fa notare che l'autore in realtà è Shelley e, riferendosi a lui, che una nota stonata alla fine può distruggere l'intera sinfonia. David, deluso della mancanza di capacità di emozione del suo successore, lo disattiva. Nel frattempo il Neomorfo sopravvissuto, ormai cresciuto, penetra nel tempio e uccide Rosenthal. David trova la creatura intenta a nutrirsi del suo cadavere e prova a comunicare pacificamente con essa; giunge però Oram che spara al Neomorfo uccidendolo e facendo infuriare David. Quando Oram lo minaccia, pretendendo di essere messo a conoscenza della verità circa le sue azioni sul pianeta, David lo conduce a un laboratorio dove gli mostra i suoi sforzi per creare geneticamente una forma di vita superiore a partire dalle creature prodotte dal liquido nero. David conduce poi Oram in una stanza situata ai livelli inferiori del tempio dove si trovano diverse uova della creatura che ha creato. Una delle uova si apre rapidamente e Oram viene attaccato da un Facehugger. David resta in attesa e osserva Oram che viene ucciso dall'alieno neonato che fuoriesce dal suo corpo.
Il sergente Lope viene anch'esso attaccato da un Facehugger, ma è salvato in tempo da Cole che taglia la creatura con un coltello provocando però una fuoriuscita di sangue acido che brucia la guancia di Lope. Cole viene poi ucciso dal protomorfo cresciuto mentre Lope riesce a fuggire. I membri dell'equipaggio scoprono gradualmente la verità sulle attività di David sul pianeta: dopo esser giunto sul pianeta insieme a Shaw, David ha scagliato intenzionalmente il liquido nero, un'arma biologica recuperata durante la missione Prometheus, sul popolo del pianeta, sterminandolo. Essi scoprono inoltre che Shaw non è morta nello schianto dell'astronave, ma che David le ha impiantato una prima versione della sua creatura, uccidendola. Nel tempio Daniels affronta David che conferma di aver ucciso Shaw durante i suoi esperimenti e poi si appresta ad attaccare la donna. Daniels viene però salvata da Walter che rivela di essere in grado di auto-ripararsi, essendo un androide più avanzato di David. I due androidi ingaggiano uno scontro mentre Daniels fugge. Daniels e Lope riescono a contattare la Covenant e Tennessee invia una navetta di salvataggio in loro soccorso. Daniels, Lope e l'androide Walter salgono a bordo della navetta, ma vengono inseguiti dal protomorfo. Daniels combatte con la creatura a bordo della navetta e riesce finalmente a ucciderla.
Rientrati sulla Covenant, Daniels e Tennessee portano Lope in infermeria e Daniels va a dormire; risvegliata da Mother, scopre che Lope è stato comunque infettato dal Facehugger e poco dopo infatti viene ucciso dalla nascita dell'alieno. Il protomorfo uccide Ricks e Upworth mentre questi fanno sesso sotto la doccia ma Daniels e Tennessee riescono a intrappolare la creatura e a espellerla nello spazio. L'equipaggio decide quindi di tornare alla missione originale e si prepara a rientrare in stato di ipersonno. Mentre Walter li fa addormentare uno dopo l'altro, Daniels chiede all'androide se lui la aiuterà a realizzare il sogno del marito quando arriveranno sul loro nuovo pianeta. Walter, con cui Daniels si era in precedenza confidata, non capisce a cosa la donna si riferisca e Daniels comprende che quello che ha davanti è in realtà David. Prima che la donna possa fare qualcosa, David la mette in criostasi, dopodiché si reca nella stanza dove i coloni riposano in ipersonno facendo eseguire a Mother in sottofondo "Entrata degli dei nel Valhalla". Ora ha il controllo della nave e dei coloni. David rigurgita dal suo interno due embrioni di Facehugger che colloca insieme agli embrioni umani. Infine utilizza le credenziali di Walter per inoltrare in rete un messaggio ufficiale in cui afferma che l'intero equipaggio, esclusi Daniels e Tennessee, è deceduto a causa del brillamento stellare e che tutti i coloni sono in piena integrità e tranquilli in navigazione verso Origae-6.

## Personaggi
- David 8 e Walter, interpretati da Michael Fassbender:
David è un androide sintetico creato dalla Weyland Corporation che faceva parte del team della Prometheus.[1] Walter è un androide avanzato che assiste l'equipaggio della nave Covenant.[2]
- Daniels, interpretata da Katherine Waterston: esperta di terraformazione sposata con il capitano originale della Covenant, Jacob Branson.[3]
- Christopher Oram, interpretato da Billy Crudup: uomo di grande fede, diventa capitano della Covenant dopo la morte di Jacob Branson.
- Tennessee, interpretato da Danny McBride: pilota della Covenant.[4]
- Sergente Lope, interpretato da Demián Bichir: capo della sicurezza della Covenant.
- Faris, interpretata da Amy Seimetz: copilota della Covenant e moglie di Tennessee.
- Ricks, interpretato da Jussie Smollett: chirurgo della Covenant.
- Karine Oram, interpretata da Carmen Ejogo: biologa della Covenant e moglie di Oram.
- Upworth, interpretata da Callie Hernandez
- Rosenthal, interpretata da Tess Haubrich: membro della sicurezza.
- Hallett, interpretato da Nathaniel Dean: membro della sicurezza e marito del sergente Lope.
- Cole, interpretato da Uli Latukefu: membro della sicurezza.
- Ankor, interpretato da Alexander England: membro della sicurezza.
- Ledward, interpretato da Benjamin Rigby: membro della sicurezza.
- Il protomorfo è interpretato via motion capture da Javier Botet, mentre i costumi del protomorfo e del neomorfo sono indossati da Goran D. Kleut.

James Franco in un cameo interpreta il ruolo di Jacob Branson, capitano della Covenant e marito di Daniels. Noomi Rapace e Guy Pearce riprendono i ruoli di Elizabeth Shaw e Peter Weyland interpretati in Prometheus.

## Produzione
Il budget del film è stato di 97 milioni di dollari.
Alcune scene del film sono state girate a Sydney.

## Promozione
Il 24 dicembre 2016 viene diffuso un teaser dalla 20th Century Fox che preannuncia la diffusione del trailer il giorno successivo. Il 28 febbraio viene distribuito un nuovo trailer del film.

## Distribuzione
La pellicola è stata distribuita nelle sale cinematografiche statunitensi a partire dal 19 maggio 2017, mentre in Italia dall'11 maggio.

## Accoglienza

### Incassi
Il film ha incassato 74262031 $ negli Stati Uniti e 166629732 $ nel resto del mondo, per un totale di 240891763 $.

### Critica
Il film ha ottenuto buone recensioni da parte della critica; sul sito Rotten Tomatoes ottiene il 65% delle recensioni professionali positive con un voto medio di 6,3 su 10 basato su 410 critiche, mentre su Metacritic ottiene un punteggio di 65 su 100 basato su 52 recensioni.

## Riconoscimenti
- 2018 - Satellite Award[15]
  - Candidatura per i migliori effetti visivi
- 2018 - Saturn Award[16]
  - Candidatura per il miglior film di fantascienza

## Altri media
Un romanzo prequel, intitolato Alien: Covenant - Origins, è stato scritto da Alan Dean Foster nel 2017 e sarà pubblicato dalla Titan Books. Sempre Alan Dean Foster, già autore delle novelization dei primi tre film della saga, ha scritto la trasposizione del film, pubblicata il 23 maggio 2017 dalla Titan Books.

## Prologhi e scene tagliate
Per la campagna promozionale del film sono stati realizzati vari cortometraggi, diretti da Ridley Scott, che fungono da prologo al film. I più rilevanti sono tre:
- Nel primo, intitolato L'ultima cena, viene introdotto l'equipaggio della Covenant: James Franco appare in un cameo come Jacob Branson, il capitano originale della Covenant.
- Nel secondo, Il nuovo Walter (interpretato da Michael Fassbender), si vede l'assemblaggio dell'androide e i primi momenti di attività, il tutto sotto forma di spot pubblicitario di una famosa casa produttrice di processori per computer.
- Nel terzo, intitolato The Crossing (interpretato da Michael Fassbender e Noomi Rapace nei rispettivi ruoli dell'androide David 8 e della Dott.ssa Elizabeth Shaw), viene mostrato un breve collegamento tra Prometheus e Alien: Covenant.

Tutti i corti sono stati pubblicati dalla 20th Century Fox sul suo canale YouTube ufficiale.
Nell'edizione blu-ray è incluso un cortometraggio inedito dal titolo Alien: Covenant - Advent in cui David 8 rivela i motivi e gli studi legati alla creazione degli xenomorfi e il suo piano di generare una regina, permettendo alla specie di continuare a vivere senza il suo intervento.

## Sequel
In un'intervista al The Sydney Morning Herald, rilasciata il 3 marzo 2017, il regista Ridley Scott dichiara circa il sequel:
(Ridley Scott)
Nel settembre 2017, l'amministratore delegato della 20th Century Fox, Stacey Snider, ha dichiarato che
sebbene Alien: Covenant fosse stato un insuccesso al botteghino, lo studio intendeva comunque procedere con il sequel di Scott. Pochi giorni dopo, il designer Carl Braga annunciò che il progetto era stato posticipato. A ottobre, Scott ha dichiarato che "Alien: Covenant 2" si sarebbe concentrarti  maggiormente sugli androidi e sulle IA, piuttosto che sugli xenomorfi: "Penso che l'evoluzione dell'Alien stesso sia quasi finita, ma quello che stavo cercando di fare era trascendere e passare a un'altra storia, che sarebbe stata conquistata dalle I.A.. Il mondo che le I.A. potrebbero creare come leader se lui si ritrova su un nuovo pianeta. In realtà abbiamo un layout piuttosto grande per il prossimo." Nel novembre 2018, i dettagli della trama del film rivelarono che sarebbe stato ambientato su LV-426 (il mondo visitato dalla Nostromo nel primo film della saga), con un gruppo di Ingegneri sopravvissuti in cerca di vendetta contro David per aver sterminato il loro popolo. Tuttavia, nell'agosto 2021, venne dichiarato che il destino del seguito fosse ancora incerto.
Nel marzo 2022 venne annunciato un nuovo capitolo della saga, Alien: Romulus (agosto 2024), come film a sé stante ambientato cronologicamente tra Alien (1979) e Aliens - Scontro finale (1986).